# Tyrkiske folkeslag
Tyrkiske folkeslag betegner en række etniske folkegrupper, som lever i nordlige, centrale og vestlige Asien, i Xinjiang og i dele af det østlige Europa. De taler sprog, som tilhører den tyrkiske sprogfamilie. De har i varierende grad bestemte kulturelle træk og historiske forudsætninger til fælles. Begrebet "tyrkisk" repræsenterer en bred etnisk-sproglig gruppe af mennesker, som omfatter eksisterende samfund såsom tyrkere i Tyrkiet, aserbajdsjanere, tjuvasjere, kasakhere, tatarer, kirgisere, turkmenere, uighurere, usbekere, basjkirere, kaschgaier, gagauzere, jakutere, krim-karaittere, krimtsjakere, karakalpakere, karatschaiere, nogajere, qashqaiere foruden tidligere civilisationer og folk som göktyrkere, kumanere, kiptsjakere, avarere, førbulgarere, turgesjere, khazarere, seldsjukker, osmanner, mamelukker, timurider og muligvis også hunnere og Xiongnu. 

## Udbredelse
Udbredelsen af folkeslag med tyrkisk kulturel baggrund strækker sig fra Sibirien, over Turkestan i det centrale Asien til Østeuropa. I 2011 var den største gruppe af tyrkiske mennesker, som lever over hele Centralasien — Kasakhstan, Kirgisistan, Turkmenistan, Usbekistan, og Aserbajdsjan, desuden i Tyrkiet og Iran. Der ud over findes der tyrkiske folk på Krim, det østturkistanske område i Xinjiang, det nordlige Irak, Pakistan, Israel, Rusland, Afghanistan og i landene på Balkan: Moldova, Bulgarien, Rumænien og tidligere Jugoslavien. Et mindre antal tyrkiske folk lever også i Vilnius, hovedstaden i Litauen, et mindre antal bor i det østlige Polen, og den sydøstlige del af Finland. Det er også betydelige grupper af tyrkiske folk (oprindeligt hovedsagelig fra Tyrkiet) i især Tyskland, men også i USA og Australien, hovedsagelig på grund af indvandring af fremmedarbejdere fra og med 1960'erne.
Nogle etnografer har grupperet tyrkiske folk i seks hovedgrupper: oghuz-tyrkere, kiptsjaker, karlukere, sibirere, tjuvasjer, og jakuter. Den først nævnte gruppe er også blevet betegnet som "vestlige tyrkere", mens de øvrige fem grupper i den samme klassifikation, er blevet betegnet som "østlige tyrkere".